# Cyperus multispicatus
Cyperus multispicatus är en halvgräsart som beskrevs av Johann Otto Boeckeler. Cyperus multispicatus ingår i släktet papyrusar, och familjen halvgräs. Inga underarter finns listade i Catalogue of Life.